# Baturiti
Baturiti ist ein Distrikt (Kecamatan) im Nordosten des Regierungsbezirks (Kabupaten) Tabanan der indonesischen Provinz Bali. Der Binnendistrikt grenzt im Südwesten an den Kecamatan Marga, im Westen an Penebel im Norden an Sukasada (Kab. Buleleng), im Osten an Petang und im Süden an Mengwi (beide Kab. Badung). Baturiti gliedert sich in 12 Desa und weiterhin in 64 Banjar Dinas, 53 Desa Adat sowie 72 Banjar Adat.

## Verwaltungsgliederung
| Kode          | Dorf             | Fläche (km²) Ende 2021 | Einwohner Census 2010 | Einwohner Census 2020 | Einwohner Ende 2021 | Dichte Einw. pro km² |
| ------------- | ---------------- | ---------------------- | --------------------- | --------------------- | ------------------- | -------------------- |
| 51.02.09.2001 | Perean           | 4,25                   | 3.307                 | 3.826                 | 3.972               | 934,59               |
| 51.02.09.2002 | Luwus            | 6,59                   | 3.945                 | 4.280                 | 4.410               | 669,20               |
| 51.02.09.2003 | Apuan            | 5,36                   | 2.952                 | 3.572                 | 3.739               | 697,57               |
| 51.02.09.2004 | Angseri          | 9,16                   | 3.653                 | 4.200                 | 4.472               | 488,21               |
| 51.02.09.2005 | Bangli           | 16,14                  | 4.047                 | 4.477                 | 4.665               | 289,03               |
| 51.02.09.2006 | Baturiti         | 7,83                   | 5.927                 | 6.508                 | 6.808               | 869,48               |
| 51.02.09.2007 | Antapan          | 13,56                  | 3.181                 | 3.429                 | 3.620               | 266,96               |
| 51.02.09.2008 | Candikuning      | 25,74                  | 7.152                 | 7.921                 | 8.109               | 315,03               |
| 51.02.09.2009 | Mekarsari        | 5,91                   | 4.325                 | 4.465                 | 4.598               | 778,00               |
| 51.02.09.2010 | Batunya          | 10,04                  | 3.201                 | 3.396                 | 3.642               | 362,75               |
| 51.02.09.2011 | Perean Tengah000 | 3,80                   | 2.107                 | 2.382                 | 2.442               | 642,63               |
| 51.02.09.2012 | Perean Kangin    | 5,20                   | 2.628                 | 2.925                 | 3.045               | 585,58               |
| 51.02.09      | Kec. Baturiti    | 113,58                 | 46.425                | 51.381                | 53.522              | 471,23               |
Ergebnisse aus Zählung bzw. Fortschreibung

## Bevölkerung

### Bevölkerungsentwicklung der letzten drei Halbjahre
| Datum      | Fläche (km²) | Einwohner | männlich | weiblich | Dichte (Einw./km²) | Sex Ratio (m*100/w) |
| ---------- | ------------ | --------- | -------- | -------- | ------------------ | ------------------- |
| 31.12.2020 | 114,00       | 53.522    | 26.951   | 26.571   | 469,5              | 101,4               |
| 30.06.2021 | 113,57       | 51.482    | 26.175   | 25.307   | 453,3              | 103,4               |
| 31.12.2021 | 114,00       | 53.522    | 26.951   | 26.571   | 469,5              | 101,4               |
Fortschreibungsergebnisse